# Ґліна (Ліпський повіт)
Ґліна (пол. Glina) — село в Польщі, у гміні Солець-над-Віслою Ліпського повіту Мазовецького воєводства.
Населення — 182 особи (2011).
У 1975-1998 роках село належало до Радомського воєводства.

## Демографія
Демографічна структура станом на 31 березня 2011 року:
|          | Загалом | Допрацездатний вік | Працездатний вік | Постпрацездатний вік |
| -------- | ------- | ------------------ | ---------------- | -------------------- |
| Чоловіки | 92      | 18                 | 58               | 16                   |
| Жінки    | 90      | 14                 | 51               | 25                   |
| Разом    | 182     | 32                 | 109              | 41                   |